# Чужьялово
Чужьялово — деревня в Завьяловском районе Удмуртии, входит в Шабердинское сельское поселение. Находится в месте слияния рек Чужьяловка и Карашур к западу от Ижевска, в 2 км от ИКАД. С севера и юга к деревне примыкает лес, имеется пруд на Чужьяловке.
Ближайший населённый пункт — починок Можвай в 3 км к югу (имеется грунтовая дорога к починку по просеке через лес).